# Rainier Valley
Rainier Valley est un district de la ville de Seattle, dans l'État de Washington aux États-Unis.
Situé dans le sud de la ville, il fait partie du quartier de South End (en).